# Скотар Володимир Антонович
Володи́мир Анто́нович Скота́р (1964—2023) — український військовослужбовець, учасник російсько-української війни, кавалер ордена «За мужність» III та II ступеня.

## Життєпис
Народився 21 червня 1964 року в селі Кошари Конотопського району Сумської області. Закінчив Кошарівську школу. Полюбляв техніку, риболовлю.
З 1997 року проживав у селі Ковалівка Миргородського району Полтавської області.  У Ковалівці створив сім’ю; із дружиною Оленою Іванівною прожили 23 роки подружнього життя.  працював на місцевих приватних підприємствах.
З березня 2015 року брав участь у війні на сході України. Старший механік – водій механізованої бригади механізованого батальйону.
Помер 29 серпня 2023 у Київському госпіталі.
Похований 2 вересня 2023 року на Алеї Героїв у Конотопі.
Без Володимира лишились мама Марія Захарівна, сестри, племінники, дружина, родичі.

## Нагороди
- Орден «За мужність» II ступеня (3 листопада 2023, посмертно) — за особисту мужність, виявлену у захисті державного суверенітету та територіальної цілісності України, самовіддане виконання військового обов'язку[8].
- Орден «За мужність» III ступеня (3 травня 2022) — за особисту мужність і самовіддані дії, виявлені у захисті державного суверенітету та територіальної цілісності України, вірність військовій присязі[9].
- Нагрудний знак «Учасник АТО»
- Відзнака Президента України «За оборону України»